# Fairlife
Fairlife（フェアライフ）は、浜田省吾が長年のパートナーである水谷公生、水谷の夫人であり、小川糸名義で小説家としても活動している新進女流作家の春嵐とスタートさせた音楽制作チームである。
ユニット名は、水谷公生の「公生」を英語にしたもので、彼の所有するスタジオの名前である。この名前を考案したのは浜田である。

## メンバー
- 浜田省吾 - 作曲、ヴォーカル
- 水谷公生 - 編曲、ギター、プロデュース
- 春嵐 - 作詞

## 概要
浜田省吾の2001年のアルバム『SAVE OUR SHIP』を水谷の個人スタジオでPro Toolsを使ってレコーディングした経験から、自分達の楽しめる音楽制作を目的として2004年に結成された。様々なアーティストとのコラボレーションを目的としたユニットで、ゲスト・ヴォーカルとして多彩な面々が招かれている。特に、ポルノグラフィティの岡野昭仁と我那覇美奈の二人は全てのアルバムに参加しており、準レギュラーのようになっている。
2004年9月23日にシングル「永遠のともだち」でデビュー。リード・ヴォーカルは岡野昭仁が担当している。同年12月1日に1stアルバム『Have a nice life』をリリース。「日曜日の朝に聴きたいようなアルバム」というコンセプトで制作された。
基本的にはスタジオでの楽曲制作をメインに活動しており、ライブ活動はほとんど行っていないが、2004年12月1日の「Act Against AIDS」の日本武道館公演に一度だけユニットとして出演している。3人のメンバーの他に、岡野昭仁と岸谷香とステージ共演している。
2007年3月7日に3年振りの2ndアルバム『パンと羊とラブレター』を発表。岡野昭仁、我那覇美奈といったメンバーの他に、奥田民生やゴスペラーズなど豪華な面々が招かれている。
2010年1月20日にシングルとしては6年振りとなる「旅せよ若人」を発売。リード・ヴォーカルは岡野昭仁。この曲は春嵐（小川糸）原作の東宝系映画『食堂かたつむり』の主題歌に起用された。同年2月3日に3年振りとなる3rdアルバム『みちくさ日和』をリリース。

## ディスコグラフィー

### シングル
|     | 発売日        | タイトル                                             | c/w                    | 発売元      | 品番    | 形態 | 順位 |
| --- | ------------- | ---------------------------------------------------- | ---------------------- | ----------- | ------- | ---- | ---- |
| 1st | 2004年9月23日 | 永遠のともだち feat.岡野昭仁 from ポルノグラフィティ | 砂の祈り feat.浜田省吾 | SME Records | SECL122 | CCCD | 8位  |
| 1st | 2006年1月25日 | 永遠のともだち feat.岡野昭仁 from ポルノグラフィティ | 砂の祈り feat.浜田省吾 | SME Records | SECL329 | CD   |      |
| 2nd | 2010年1月20日 | 旅せよ若人 feat.岡野昭仁 from ポルノグラフィティ     | てがみ feat.浜田省吾   | SME Records | SECL839 | CD   | 16位 |

### アルバム
|     | 発売日        | タイトル             | 発売元      | 品番      | 形態   | 順位 |
| --- | ------------- | -------------------- | ----------- | --------- | ------ | ---- |
| 1st | 2004年12月1日 | Have a nice life     | SME Records | SECL137   | CD     | 20位 |
| 2nd | 2007年3月7日  | パンと羊とラブレター | SME Records | SECL491   | CD     | 37位 |
| 3rd | 2010年2月3日  | みちくさ日和         | SME Records | SECL840/1 | CD+DVD | 13位 |
| 3rd | 2010年2月3日  | みちくさ日和         | SME Records | SECL842   | CD     | 13位 |

### 映像作品
|     | 発売日       | タイトル                   | 発売元      | 品番   | 形態 | 順位 |
| --- | ------------ | -------------------------- | ----------- | ------ | ---- | ---- |
| 1st | 2007年3月7日 | 永遠のともだち feat.小野修 | SME Records | SEBL69 | DVD  | 97位 |

## タイアップ
| 年     | 楽曲       | タイアップ内容                   |
| ------ | ---------- | -------------------------------- |
| 2010年 | 旅せよ若人 | 東宝映画『食堂かたつむり』主題歌 |